# 埃德蒙多·法布里
埃德蒙多·法布里（義大利語：Edmondo Fabbri，1921年11月16日—1995年7月8日），意大利足球运动员、教练。他曾带领意大利国家队参加1966年国际足联世界杯，结果队伍获得第九名。